# Bracewell and Brogden
Bracewell and Brogden is een civil parish in het bestuurlijke gebied Pendle, in het Engelse graafschap Lancashire met 244 inwoners.